# Смолдырев, Владимир Алексеевич
Владимир Алексеевич Смолдырев (26 мая 1939 года, Ростов-на-Дону — 9 марта 1971 года, Хотьково) — русский советский поэт, переводчик.

## Биография
Владимир Алексеевич Смолдырев родился 26 мая 1939 года в Ростове-на-Дону. Учился в ростовской школе. Его отец работал капитаном речных судов и брал с собой сына в плавания по Дону, Волге, Каме. Воспоминания о поездках по Донскому краю отразились в стихах поэта, в них много рек, солнца, берёз и шалашей. Отразилось в его стихах и безрадостное военное детство (стихотворение «Карандаши»). В Ростове-на-Дону будущий поэт учился в машиностроительном институте. В эти годы он начал писать стихи, посещал местное литературное объединение.
Окончив в 1962 году Ростовский машиностроительный институт по распределению приехал в посёлок Лоза Сергиево-Посадского (ранее Загорского) района Московской области. В поселке Лоза в 1960-м году на базе лаборатории Опытного завода был создан Загорский филиал ВНИПП по прецизионным приборным подшипникам, занимающийся разработкой и освоением выпуска особо точных шарикоподшипников для ракетно-космической техники. С 1961 году в поселок приехало по распределению много молодых специалистов-механиков.
А я хотел иметь карандаши,

такие, как у однорукого солдата.

В коробке. Разноцветные и длинные.

Заточенные грифели дразнили.

Я, как слепой, ощупывал коробку

и, пробуя цвета карандашей,

фигурки на ладони рисовал.

Я так хотел иметь карандаши!
Поработав на предприятии инженером-конструктором, В. Смолдырев пришел к выводу, что основное его призвание — поэзия. Наставником молодого поэта стал известный поэт Борис Слуцкий, который продвигал его стихи в печать, на радио и телевидение. Смолдырев стал руководителем городского литобъединения «Клуб молодых». Его семинары посещали будущие прозаики и поэты: Владимир Сосин, Владимир Жеглов, Иван Кудрявцев, Сергей Михайлин, Алексей Селиванов и др.
Смолдырев также сотрудничал с журналом «Сельская молодёжь», был редактором приключенческого альманаха «Подвиг». В 1966 году подборка стихов В. А. Смолдырева «Акварель» вышла в поэтическом сборнике молодых поэтов «Костры».
Владимир Алексеевич Смолдырев выступал по радио и телевидению, работал в журнале «Сельская молодёжь» и редактировал его приложение «Подвиг», входил в состав жюри поэтических конкурсов, переводил стихи французского поэта Поля Элюара, писал картины.
В конце 1969 года подготовил к изданию книжку стихов «Спираль Архимеда». Весной 1970 года вышли её сигнальные экземпляры, основное издание появилось уже после смерти поэта, в 1971 году. Впоследствии были изданы сборники его стихов «Запах клевера» (1996) и «Венок несонетов» (1999).
Последние годы жизни В. А. Смолдырева были связаны с городом Хотьковом. Здесь поэт снимал дом и создал свои лучшие произведения. Здесь он считал, что его жизнь исчерпана. Причинами хандры был развод с женой Стеллой, рождение после развода дочери, болезнь матери; судебное дело по его книге «Спираль Архимеда», уничтоженной в типографии из-за технического брака; положение дел, при котором его серьёзные стихи хвалили, но не печатали. От поэта требовали писать отрицательные отзывы на тех, чьи произведения ему нравились. Чтобы заработать деньги для раздачи долгов, Смолдыреву пришлось выполнить госзаказ — сочинить поэму о комсомольцах с полуострова Мангышлак, что далось ему нелегко. Радостный и общительный, он иногда становился мрачным, грозился начать пить водку с люминалом.
Смолдырев скончался 9 марта 1971 года от острого воспаления лёгких, похоронен на Горбуновском кладбище. В 1996 году друзья В. А. Смолдырева по инициативе Н. Н. Соловьёва выпустили книгу стихов «Запах клевера», посвященную 25-летию кончины поэта. К 60-летию со дня его рождения был выпущен сборник стихов «Венок несонетов».

## Память
В 2001 году в рамках поэтического конкурса «Посадская лира» учреждена литературная премия его имени для молодых поэтов города.